# 国際健康研究会
特定非営利活動法人国際健康研究会（こくさいけんこうけんきゅうかい）は、セミナー、勉強会、交流会、対面、もしくは電話での個別相談などを通じて病気や健康に関する情報発信を行うことで、がんをはじめ、病気で闘う人々をサポートしていくことを目的として設立された特定非営利活動法人（NPO法人）である。

## 概要
特定非営利活動法人国際健康研究会は、医師、学者、ジャーナリストなど、幅広く活躍されている方々のセミナーや勉強会を通じて、日本のみならず、世界中の健康に関する最新情報や漢方の情報、健康ライフに役立つ情報などをお知らせする事を目的として設立された。
前身は「特定非営利活動法人漢方研究有識者会」。漢方の枠にとらわれず、世界中の健康に関する情報をより広く、より公平に発信していく事を目的として、2013年2月1日より、漢方の枠にとらわれず、世界中の健康に関する情報をより広く、より公平に発信していく事を目的として、2013年2月1日より、「特定非営利活動法人国際健康研究会」と名称変更し、新たに活動を開始した。
所在地は、〒106-0032　東京都港区六本木7-17-16 パシフィックスクエア六本木。

## 活動内容
がんをはじめ病気で闘う人々をサポートしていくという目的を達成するため、以下の事業を行っている。
- 医師、学者、専門家を招いてのセミナーや講演会の開催、運営。
- 漢方・健康に関する勉強会や交流会の開催・運営
- 健康に関する情報提供・情報発信として、健康のすべてを網羅したサイトの運営
- 会報誌の定期発行
- 健康に関するアドバイス